# Ivan Masařík
Ivan Masařík (Jilemnice, 14 de septiembre de 1967) es un deportista checo que compitió en biatlón. Ganó dos medallas de plata en el Campeonato Mundial de Biatlón, en los años 1990 y 1995, y una medalla de plata en el Campeonato Europeo de Biatlón de 2000.

## Palmarés internacional
| Representando a Checoslovaquia     |                    |                  |           |
| Campeonato Mundial                 |                    |                  |           |
| Año                                | Lugar              | Medalla          | Prueba    |
| 1990                               | Minsk (URSS)       | Medalla de plata | Equipo    |
| Representando a la República Checa |                    |                  |           |
| Campeonato Mundial                 |                    |                  |           |
| Año                                | Lugar              | Medalla          | Prueba    |
| 1995                               | Antholz (Italia)   | Medalla de plata | Equipo    |
| Campeonato Europeo                 |                    |                  |           |
| Año                                | Lugar              | Medalla          | Prueba    |
| 2000                               | Zakopane (Polonia) | Medalla de plata | Velocidad |